# 特谢尔 (舵手)
特谢尔（法語：Texier，？—？），法国男子帆船运动员。他曾代表法国参加1900年夏季奥林匹克运动会帆船比赛，获得二枚银牌。